# امامزادة شاه غيب
امامزادة شاه غيب (بالفارسية: امامزاده شاه غیب) هي منطقة سكنية تقع في إيران، مقاطعة لامرد، بلدة أشكنان، قسم أشكنان. في تقديرات عام 2006 لوحظت وجودها، ولكن لم یتم إعلان عدد سکانها رسمیاٌ.